# Global Pro Wrestling Alliance
La Global Pro Wrestling Alliance (GPWA) è una federazione interpromozionale di puroresu.

## Storia
La GPWA è stata fondata nel 2006 da Mitsuharu Misawa, allora presidente della Pro Wrestling NOAH, e da Yoshiyuki Nakamura, comproprietario della Pro Wrestling ZERO1.
Nakamura, dopo la morte di Misawa, è rimasto l'unica figura apicale della federazione, nella quale occupa il ruolo di presidente.

## Obiettivi
La federazione è nata in un momento di crisi per il puroresu ed ha pertanto come obiettivo lo stabilire legami cooperativi tra le varie federazioni giapponesi, promuovendo l'organizzazione di eventi comuni -evitando così fenomeni di flop-, scambi temporanei di lottatori, condivisioni di centri di allenamento ed altro ancora. 
Si è proposto la creazione di un fondo pensionistico per sostentare i lottatori nell'anzianità: in questa proposta, non accettata, si è visto il tentativo di fare della federazione il primo tentativo di associazione sindacale nel wrestling.

## Federazioni aderenti
Aderiscono alla GPWA varie federazioni giapponesi: Pro Wrestling NOAH, Pro Wrestling ZERO1, Big Mouth Loud, Dramatic Dream Team, El Dorado Wrestling, IWA Japan, Kaientai Dojo e Kensuke Office.
Alla GPWA hanno aderito anche federazioni straniere: l'europea European Wrestling Association e le statunitensi Ring of Honor e World League Wrestling. 
Ad essa sono associati a titolo personale anche alcuni lottatori, tra cui Tadao Yasuda e Yoshihiro Takayama. 